# Межиріч (Черкаський район)
Межи́річ — село в Україні, у Черкаському районі Черкаської області, підпорядковане Канівській міській громаді. Населення — 665 чоловіка.
Село розташоване у межиріччі річок Рось та Росава за 22 км на південь від районного центру — міста Канева.
Біля села знаходиться іхтіологічний заказник місцевого значення Роський.

## Історія

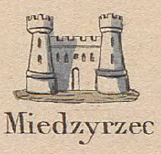
Межиріч на мапі Зигмунда Герстмана

Вперше Межиріч згадується в документах XVIII ст. На території сільради досліджено поселення доби пізнього палеоліту, розкопано рештки житла (с. Межиріч), на якому виявлено поселення трипільської культури, кургани поселення скіфського періоду, поселення зарубинецької та черняхівської культур, 2 городища та курганний могильник періоду Київської Русі.
Село здобуло всесвітню відомість завдяки знахідці там житла стародавніх мисливців на мамонтів. 1965 року селянин Микола Новицький, копаючи льох у своїй садибі, натрапив на велику кістку. Надалі археологи знайшли тут залишки чотирьох жител, складених з бивнів та кісток мамутів.
Одне з цих жител академіком НАН України І. Г. Підоплічком реконструйовано у первісному вигляді і виставлено в Палеонтологічному музеї ННПМ НАН України (Київ).
Знахідку демонстрували на виставках у Японії і в деяких європейських країнах. Природничий музей Нью-Йорка обладнав діораму межиріцької стоянки палеолітичних мисливців.
Рештки четвертого житла, залишені на місці розкопок, захищені від атмосферних опадів металевою конструкцією. У лютому 2010 року дах металевого павільйону провалився під вагою снігу, й пам'ятка лишилася під загрозою існування. Восени того ж року за спонсорських коштів черкаських підприємців був споруджений новий металевий ангар, загроза руйнації зникла. Надалі Палеонтологічний музей ННПМ НАН України, місцева влада та аматори планують відкрити тут повноцінний музей.
1859 року село відвідав Т. Г. Шевченко.
Під час Другої світової війни в навколишніх лісах діяв партизанський загін ім. Шевченка, очолений уродженцем Межиріча М. О. Дудченком. 297 жителів села воювали проти німецьких загарбників, з них 142 нагороджено бойовими орденами і медалями. На честь загиблих споруджено пам'ятник.
На лузі, коло села, височить пірамідальний пам'ятник «Слава труду», встановлений у зв'язку з прорізанням нового русла Росі та осушенням луків 1914 року.

## Сучасність
У селі функціонує школа, клуб, історико-краєзнавчий музей.

## Населення

### Мова
Розподіл населення за рідною мовою за даними перепису 2001 року:
| Мова       | Кількість | Відсоток |
| ---------- | --------- | -------- |
| українська | 891       | 98.56%   |
| російська  | 13        | 1.44%    |
| Усього     | 904       | 100%     |

## Відомі люди
У селі народилися:
- Гаврило Михайлович Пустовійт (* 1900 — † 20 березня 1947) — український графік-монументаліст.
- Євген Оксентович Попович (* 25 червня 1930 — † 6 липня 2007) — український перекладач;
- Дмитро Семенович Чередниченко (* народився 30 листопада 1935 року) — український письменник, перекладач.
- Стельмашенко Олексій Павлович — (*12 березня 1935 — † 17 грудня 2006) український художник, поет.
- Ясинський Антон Микитович — російський історик українського походження.
- Ясинський Михайло Микитович — історик права, декан юридичного факультету Київського університету Св. Володимира (з 1910 року), професор юридичного факультету Люблянського університету (Словенія) ; брат історика А. М. Ясинського.

## Галерея

Сільрада
Школа
Клуб
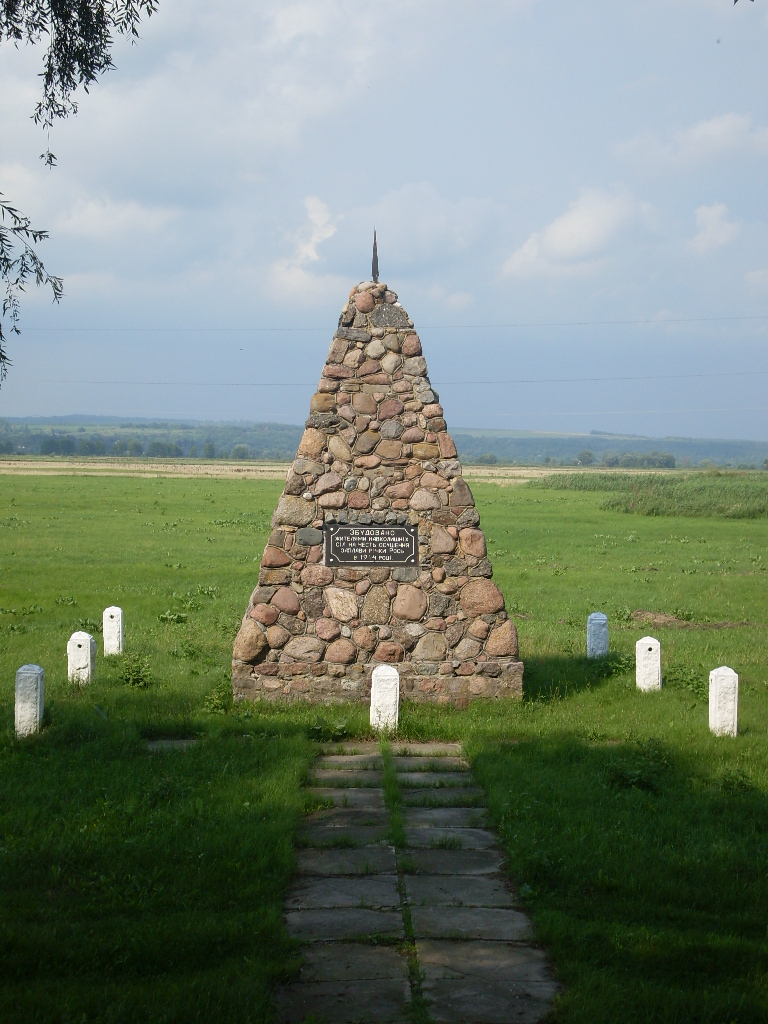
Пам'ятник на честь осушення заплави р. Рось
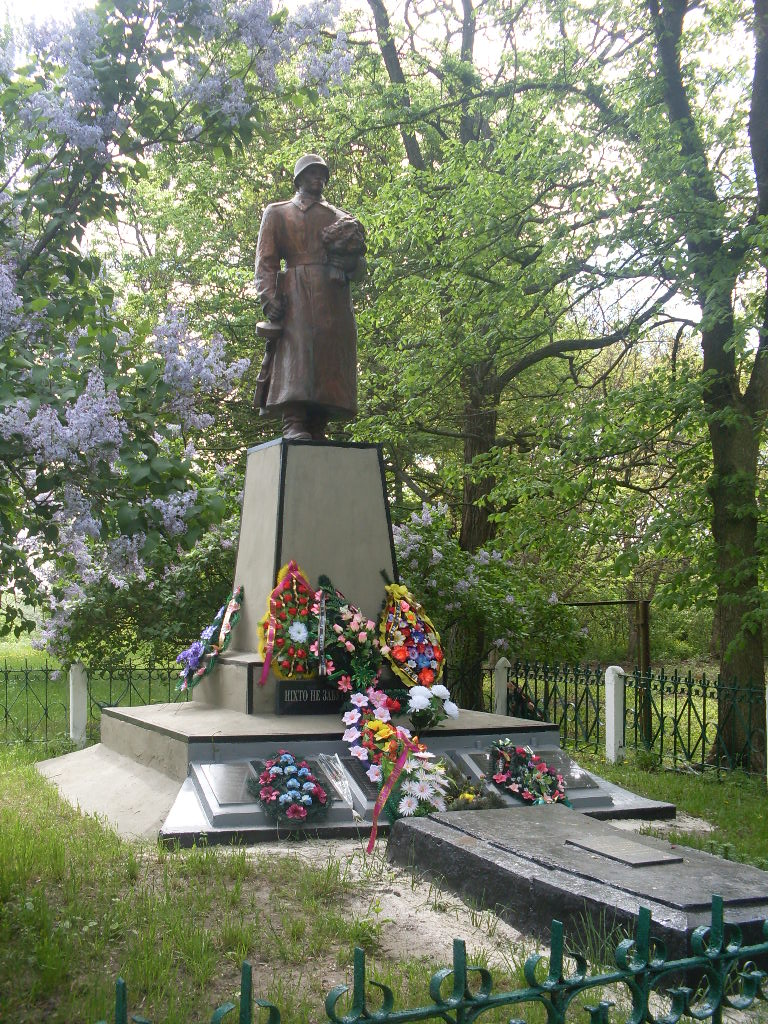
Братська могила загиблих у німецько-радянській війні
Пам'ятний знак Т.Г.  Шевченку
Пам'ятник загиблому солдату
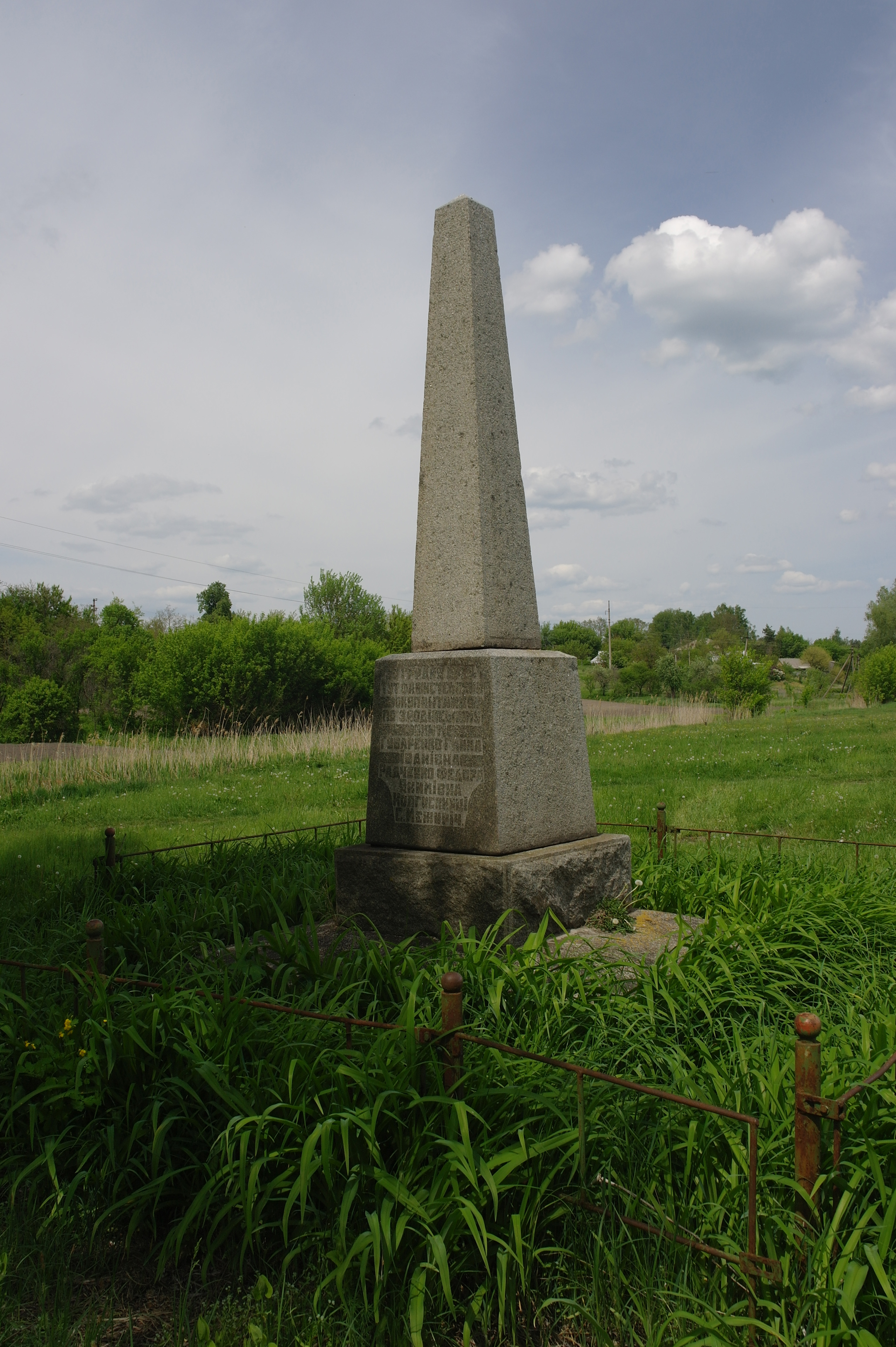
Пам'ятник односельцям, розстріляним нацистами